# العريض (ذي السفال)

تعديل مصدري - تعديل

العريض محلة تابعة لقرية بيت عيس، التابعة لعزلة رعاش بمديرية ذي السفال إحدى مديريات محافظة إب في الجمهورية اليمنية، بلغ تعداد سكانها 50 حسب تعداد اليمن لعام 2004.